# Benjamin Goldsmith
Benjamin Goldsmith (ur. 28 października 1980) – brytyjski finansista i działacz ekologiczny, najmłodsze dziecko miliardera sir Jamesa Goldsmitha i lady Annabel Vane-Tempest-Stewart, córki 8. markiza Londonderry. Jest młodszym bratem Jemimy i Zaca. Dorastał w rodzinnej posiadłości Ormeley Lodge i we Francji. Po śmierci ojca w 1997 otrzymał 300 milionów funtów.
Działalność w biznesie rozpoczął jeszcze jako nastolatek, razem ze swoim przyjacielem z Eton College, Michaelem Radomirem, wyszukujące nowe technologie, w które inwestował jego wuj, Edward Goldsmith. Po zakończeniu Eton College nie rozpoczął studiów na uniwersytecie. Benjamin inwestował w odnawialne źródła energii i techniki przyjazne środowisku. Jak sam zadeklarował, nigdy nie będzie inwestował w technologie nieprzyjazne dla środowiska.
W 2003 poślubił Kate Emmę Rotschild (ur. 29 lipca 1982), córkę Amshela Rotschilda i Anity Guinness, córki Jamesa Guinnesa. Ma z nią trójkę dzieci – Iris Annabel (2004–2019), Frank James Amschel (ur. 2005) oraz Isaac Benjamin Victor (ur. 2008). Najstarsze z nich zmarło 8 lipca 2019 w wyniku wypadku na quadzie.
19 grudnia 2014 poślubił Jemimę Jones, z którą od tego czasu ma dwójkę dzieci – Eliza Margot (ur. 2016) oraz Arlo Edward Zac (ur. 2017).